# 7 Canis Majoris c
7 Canis Majoris c (7 CMa c, HD 47205 c, Ni² Canis Majoris c) – egzoplaneta typu gazowy olbrzym krążąca wokół pomarańczowego olbrzyma 7 Canis Majoris (HD 47205, Ni² Canis Majoris) o typie widmowym K1 III. Jest drugą egzoplanetą odkrytą w tym układzie. Układ odległy jest od Ziemi o około 64,6 lat świetlnych.

## Odkrycie
Planeta 7 CMa c została odkryta w listopadzie 2019 roku metodą pomiaru prędkości radialnych podczas obserwacji prowadzonych w Lick Observatory.

## Charakterystyka
7 CMa c jest gazowym olbrzymem, niewiele mniejszym od Jowisza. Masa planety wynosi około 0,87 MJ (277 M⨁). 7 CMa c okrąża swoją gwiazdę w około 996 dni po lekko ekscentrycznej orbicie o mimośrodzie 0,08 w średniej odległości 2,153 AU.
7 CMa c jest w rezonansie orbitalnym 4:3 z drugą, bliższą ciału centralnemu, planetą 7 CMa b. Jest to trzeci odkryty system, który znajduje się w rezonansie 4:3, co czyni to odkrycie bardzo cennym dla modeli formowania się planet i ewolucji orbit.